# Sewangebirge
Das Sewangebirge (armenisch Սևանի լեռնաշղթա; aserbaidschanisch Şahdağ silsiləsi; russisch Севанский/Шахдагский хребет, Schachdag) ist ein Gebirgszug im Kleinen Kaukasus.
Das Sewangebirge verläuft entlang dem Nordostufer des Sewansees an der Grenze zwischen Armenien und Aserbaidschan. Es erstreckt sich in NW-SO-Richtung über eine Länge von etwa 70 km. Nach Nordosten fällt es zur Kura-Niederung ab. Im Osten grenzt es an den Murovdağ und an das Östliche Sewangebirge. Im Westen findet der Gebirgszug seine Fortsetzung im Murgusgebirge. Im äußersten Osten erreicht der Gebirgszug eine maximale Höhe von 3367 m. 
Das Gebirge besteht hauptsächlich aus vulkanischem Gestein und aus Sandstein. Am Nordhang wächst Sommergrüner Laubwald. Im Süden dominiert Bergsteppenlandschaft. In den Gipfelregionen gedeiht alpine Vegetation.

## Berge (Auswahl)
Im Folgenden sind eine Reihe von Gipfeln entlang dem Hauptkamm des Sewangebirges sortiert in West-Ost-Richtung aufgelistet:
- Ginaldağ (3367 m) (⊙), Aserbaidschan